# Edmund Smakulski
  Edmund Antoni Smakulski  (ur. 11 października 1951 w Pniewitach) – generał brygady Wojska Polskiego, doktor nauk o obronności (1993); dowódca 20 Brygady Łączności (1989–1991); szef Generalnego Zarządu Dowodzenia i Łączności SG WP. 

## Życiorys
Edmund Smakulski syn Edmunda urodził się 11 października w 1951 w Pniewitach. W 1969 rozpoczął studia w Wyższej Szkole Oficerskiej Wojsk Łączności w Zegrzu. W 1973 promowany na stopień podporucznika przez gen. broni Józefa Urbanowicza. W tym samym roku otrzymał przydział służbowy na stanowisko dowódcy plutonu w Wyższej Szkole Oficerskiej Wojsk Łączności, a w latach 1976–1978 był dowódcą kompanii podchorążych w WSOWŁ. W 1981 ukończył Akademię Wojsk Łączności ZSSR w Leningradzie i został wykładowcą w macierzystej uczelni. W roku 1982 został wyznaczony na funkcję inżyniera sekcji systemów w 9 pułku łączności w Białobrzegach, a przez kolejne lata kierował sekcją systemów łączności. W 1984 ukończył specjalistyczny kurs w Centrum Doskonalenia Oficerów i został wyznaczony na szefa sztabu – zastępcę dowódcy 9 pułku łączności. W latach 1986–1989 sprawował obowiązki dowódcy 9 pułku łączności. W latach 1989–1991 dowodził 20 Brygadą Łączności Wojsk Obrony Wewnętrznej w Kielcach. Od 1991 był zastępcą szefa Wojsk Łączności MON. W 1993 ukończył studia doktoranckie w Akademii Obrony Narodowej (praca naukowa na temat systemu cyfrowej łączności korpusu zmechanizowanego).
W latach 1997–1999 zastępca szefa Zarządu Łączności i Informatyki Sztabu Generalnego WP. W roku 1999 został wyznaczony na szefa Wojsk Łączności i Informatyki Wojsk Lądowych, a w 2000 objął funkcję szefa Zarządu Dowodzenia i Łączności Dowództwa Wojsk Lądowych. W roku 2001 był awansowany do stopnia generała brygady przez prezydenta RP Aleksandra Kwaśniewskiego. Następnie pełnił służbę na stanowisku szefa Generalnego Zarządu Dowodzenia i Łączności SG WP (P-6). 18 października 2006 w Warszawie był przewodniczącym uroczystości z okazji Święta Wojsk Łączności i Informatyki, w tym seminarium nt. „Kierunki rozwoju systemów dowodzenia, łączności i informatyki w procesie osiągania zdolności sieciocentrycznych przez SZ”. Jest jednym z autorów projektu zautomatyzowanego systemu łączności szczebla taktycznego Wojsk Lądowych „Szafran”. Na emeryturze działa społecznie w Zarządzie Głównym Światowego Związku Polskich Żołnierzy Łączności, od 2018 prezes honorowy Związku.

## Awanse[5]
- podporucznik – 1973
- porucznik – 1976
- kapitan – 1980
- major – 1984
- podpułkownik – 1987
- pułkownik – 1991
- generał brygady – 2001[11][12]

## Ordery, odznaczenia i wyróżnienia
- Krzyż Oficerski Orderu Odrodzenia Polski – 2005[4]
- Krzyż Kawalerski Orderu Odrodzenia Polski – 1998[13]
- Złoty Krzyż Zasługi[9]
- Złoty Krzyż Zasługi ZWiR WP – 2018[14]
- Wyróżnienie wpisem do „Honorowej Księgi Zasłużonych dla Związku”[15]

i inne